# Mount Vernon (Illinois)
Pour les articles homonymes, voir Mount Vernon (homonymie).
Mount Vernon est une ville de l'Illinois, siège du comté de Jefferson aux États-Unis.

## Géographie
Mount Vernon est située sur les hautes terres entre la Casey Creek et la Big Muddy, qu'elle rejoint au sud de la ville dans le lac Rend (la Big Muddy est un affluent du Mississippi). À l'époque des premiers colons, les zones environnantes étaient des marais, couverts de forêts et fortement inondés durant les hivers et les étés humides. Mt. Vernon était ainsi souvent entouré par l'eau et le marais sur trois de ses côtés. 
Les hautes terres se trouvaient au nord de Mount Vernon. Un creux s'étendait entre le Big Muddy et Casey Creek, vers ce qui est maintenant Dix. 
Il y a des endroits surélevés à l'ouest et à l'est de Mt. Vernon, desquels on peut voir la ville comme un point couvert de forêts sortant du fond des hautes terres. Ces endroits surélevés sont : à l'ouest, près de l'échangeur de Woodlawn sur l'Interstate 64 et à l'est, sur la vieille route de Fairfield près de l'école de Summersville, avec le point le plus élevé situé sur la vieille route 15 avant qu'elle rejoigne la nouvelle route 15, près de Bluford.

## Histoire

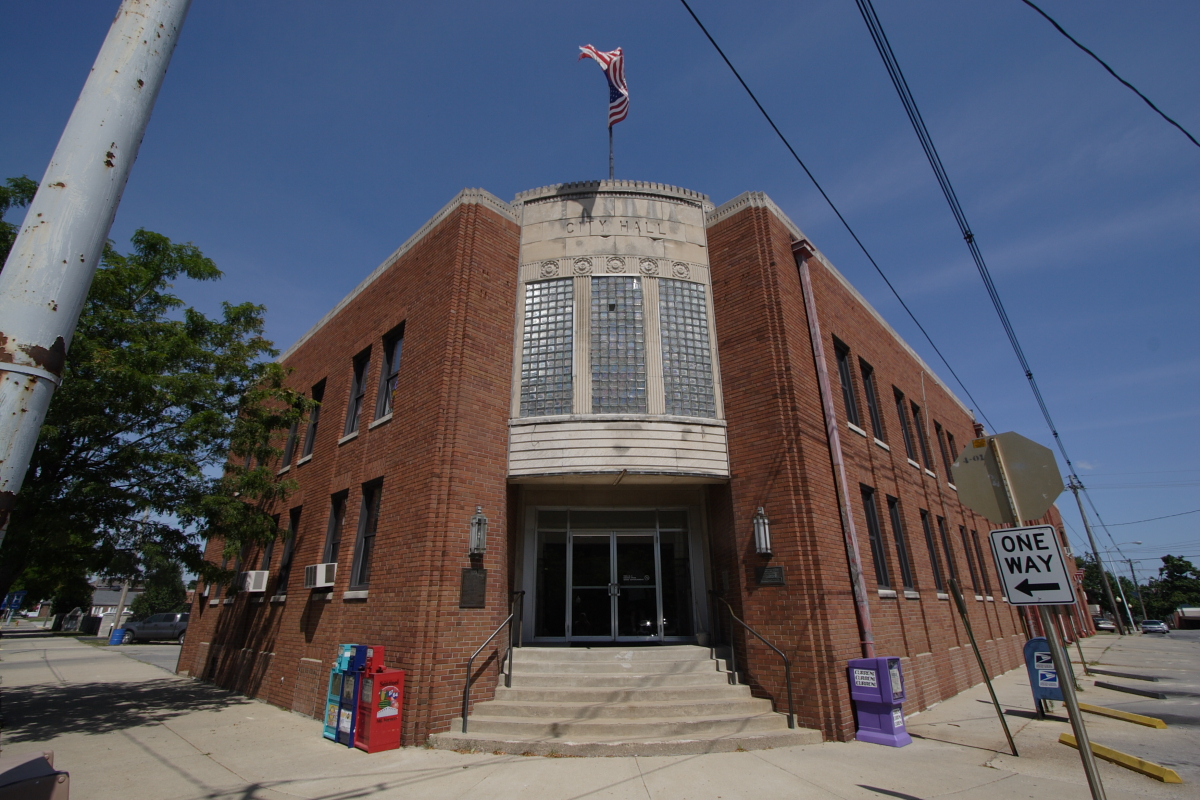
Mairie de Mount Vernon.

Mt. Vernon a été fondé par Zadok Casey, qui fut élu au Sénat de l'État en 1822 et devint Lieutenant Gouverneur en 1833. Il servit au Congrès entre 1833 et 1843.
La ville fut nommée d'après la plantation de George Washington, Mount Vernon, elle-même nommée d'après Edward Vernon, un héros de la marine britannique.
Quand Mount Vernon fut créé, aux environs de 1817, il n'y avait aucune route qui y menait. Les voyageurs devaient suivre une montée vers le nord et traverser des marais.
Au début des années 1800 Goshen Road traversait l'Illinois dans une direction nord-ouest de Old Shawneetown au Goshen Settlement, près de l'actuelle Edwardsville. Cette route était la principale de l'Illinois.
Quand Mount Vernon fut habitée, Goshen Road faisait un profond détour dans le Comté de Jefferson, en traversant Casey Creek et la Big Muddy au nord de Mt. Vernon, évitant les marais au sud, et contournant Mt. Vernon. La route entrait dans le comté par son coin sud-est. Elle passait dans, ou près de, l'actuelle Opdyke, East Salem, Idlewood, Dix et Walnut Hill.
Les premiers colons savaient que, sans moyen d'accès, leur ville risquait de disparaître. En 1820 - 1821, Ben Hood et Carter Wilkey construisirent un pont sur la Casey Creek, au sud-est de la ville. Ce pont se trouvait près de l'emplacement actuel de l'Illinois Route 142. De ce point, une route fut construite vers le nord-ouest, sur des terres dorénavant infranchissables[Quoi ?], vers le vieux cimetière derrière le moderne Bethel Cemetery. Un profond passage dans le vieux cimetière atteste l'ancienne présence de la route. De là la route a probablement suivi l'itinéraire de l'actuelle Route 37 dans la ville, se décalant quelque part de la 10e rue à la 12e rue.
Après que le Sénat de l'État fut déménagé à Vandalia en 1819, il devint évident qu'une route vers Vandalia était nécessaire.
En 1823, Thomas D. Minor et William Maxwell construisirent Vandalia Road, appelée maintenant Old Centralia Road. Elle quitte Mt Vernon vers le nord-ouest, jusqu'à Walnut Hill. Une légende dit que la route est tordue à cause des constructeurs ivres de l'État ; elle suit probablement juste un ancien chemin de pionnier.
Après la construction du pont et de Vandalia Road, Mt. Vernon fut mis sur les cartes. Le pont sur Casey Creek et Vandalia Road fournirent un chemin plus court à travers le Comté de Jefferson que Goshen Road. La nouvelle Goshen Road absorba bientôt une grande part du trafic et Mt. Vernon devint un arrêt important.
En 1836 Joshua Grant vint à Mount Vernon du comté de Christian avec plusieurs de ses fils et filles. Ils étaient originaires d'une famille aisée de propriétaires d'esclaves du Sud, et la famille déménagea peu de temps après en Arkansas, probablement parce que l'esclavage était illégal en Illinois. Joshua laissa derrière lui plusieurs de ses fils et filles, tels qu'Angus McNeil Grant, qui devint bientôt un personnage important pour le développement de la ville.
Le frère d'Angus M. Grant, Joshua Grant, Jr., enseignait à l'école de Mt. Vernon en 1838. Certaines sources le nomment premier professeur d'école de la ville.

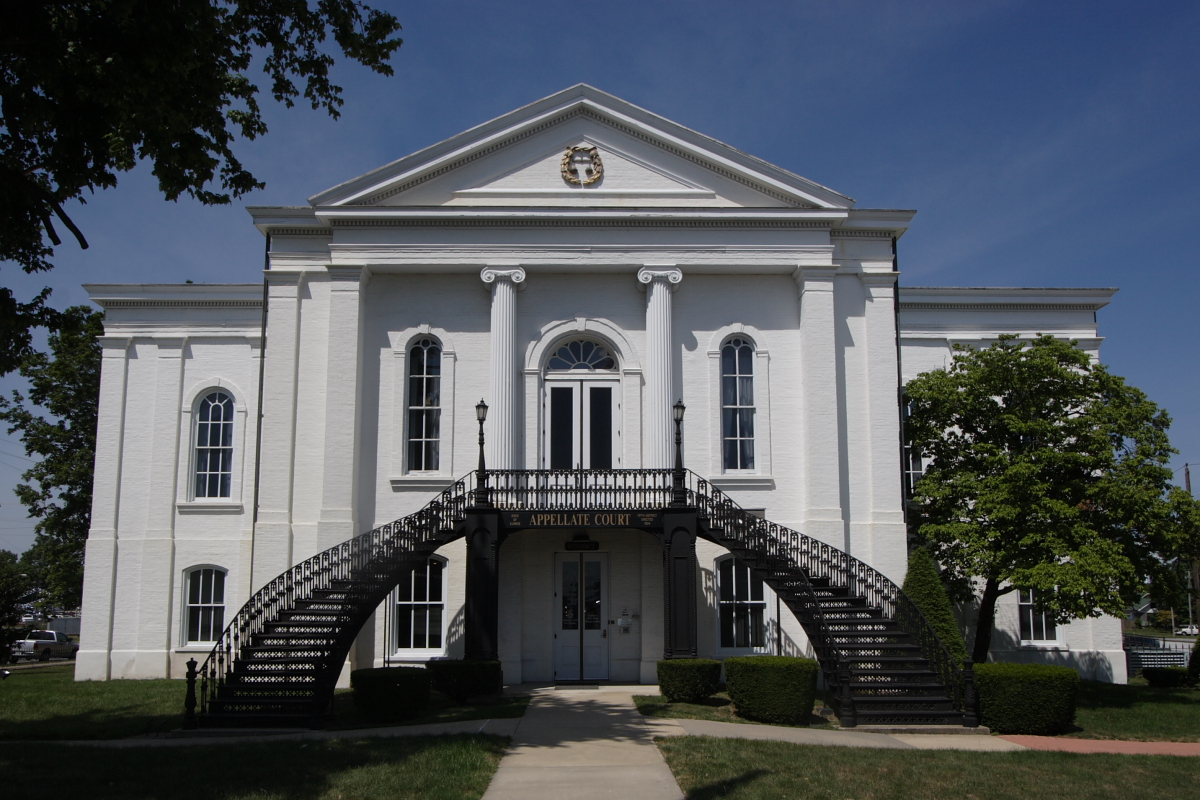
Cour d'appel du 5e district

En 1848 la Cour suprême de l'Illinois a été déplacée à Mt. Vernon. Un immeuble d'État fut construit, qui est encore utilisé comme Cour d'Appel. Quand la Cour suprême était en session, les hommes de loi les plus importants de l'Illinois, dont Abraham Lincoln, se réunissaient à Mt. Vernon pour parler de différents sujets. Ils logeaient à Mt. Vernon Inn, tenu par Angus McNeil Grant et sa belle-famille, les Andersons.
Durant les années 1870, Mt. Vernon interdit un certain temps la vente d'alcool. Un village appelé East Mt. Vernon (littéralement : Mount Vernon Est) fut créé en 1877 pour autoriser la vente d'alcool. Une cour décida que ce village était illégal. Mt. Vernon vota par la suite la fin de la prohibition de l'alcool, et Mt. Vernon Est fut annexé à la ville.
Le 19 février 1888, une tornade traversa Mt. Vernon en largeur sur un demi-mille, tuant 37 personnes et détruisant plus de 450 maisons, dont la cour de justice du Comté de Jefferson. Cet événement a été le premier désastre pour lequel intervint la Croix Rouge Américaine. Clara Barton elle-même dirigea les efforts.
La Mt. Vernon Car Manufacturing Company ouvrit en 1889 après son déplacement depuis Litchfield. Cette relocalisation peut avoir été une des conséquences des efforts de reconstruction après la tornade. Le Louisville & Nashville Railroad transporta le contenu d'environ 1900 wagons d'approvisionnements pour la reconstruction de la ville. D'une façon ou d'une autre, cet effort s'est traduit par une entreprise majeure concernant les wagons, après la création d'une usine produisant environ dix voitures par jour. En 1909, les ateliers de voitures produisaient 25 voitures par jour, employant plus de 1 000 ouvriers, pour un salaire total de 60 000 $ par mois. 
Durant la Seconde Guerre mondiale, des parties de cette usine ont été converties à des productions de guerre, notamment de boîtiers pour les bombes, ce qui les fit connaître.
En 1954, l'usine ferma, causant une augmentation temporaire du taux de chômage en ville et parmi les 108 communautés appelées "home" (en français : "foyer, maison") par ses anciens employés.
Aux environs de 1939, une partie de l'usine a été achetée par la Precision Engineering, qui à l'origine produisait des composants pour des locomotives.
Durant les années 1970, cette compagnie a acheté de vieilles locomotives diesel-électrique, qu'elle a mises à la ferraille ou revendues. Aujourd'hui, l'usine prospère comme fournisseur pour l'équipement ferroviaire national, en reconstruisant et entretenant les locomotives électriques diesel pour des lignes de chemins de fer à travers le globe. Ironiquement, cette entreprise est en train de devenir le plus grand employeur de la région pendant que les ventes de ses locomotives hybrides innovatrices favorisent l'expansion de l'usine pour inclure un autre service à travers la ville[Quoi ?]. 
L'Interstate highway a été construite durant la fin des années 1950. La jonction de l'I-57 et de l'I-64 se trouve le long de la bordure ouest près du Big Muddy et de la Casey Creek. L'échangeur autoroutier au sud-ouest de la ville complète le pont de la Casey Creek, autorisant des voyages plus courts à travers le marais à l'est et au sud.
En avril 2007, Mount Vernon élut la première femme maire de la ville, Ms. Mary Jane Chesley. Elle a prêté serment durant le conseil du 7 mai 2007.
La ville est un centre régional pour le divertissement, la vente au détail, l'emploi et la santé.

## Économie
La ville compte une usine de fabrication de pneumatiques du groupe allemand Continental AG.

## Démographie
| Groupe                           | Mount Vernon | Illinois | États-Unis |
| -------------------------------- | ------------ | -------- | ---------- |
| Blancs                           | 80,6         | 71,5     | 72,4       |
| Afro-Américains                  | 14,7         | 14,6     | 12,6       |
| Métis                            | 2,6          | 2,3      | 2,9        |
| Asiatiques                       | 1,1          | 4,6      | 4,8        |
| Autres                           | 0,7          | 6,7      | 6,4        |
| Amérindiens                      | 0,3          | 0,3      | 0,9        |
| Total                            | 100          | 100      | 100        |
|                                  |              |          |            |
| Hispaniques et Latino-Américains | 2,4          | 15,8     | 16,7       |

Sur les 6 990 ménages, 27,4 % ont un enfant de moins de 18 ans, 42,1 % sont des couples mariés, 13,9 % n'ont pas de maris présents, et 40,5 % ne sont pas des familles. 35,9 % de ces ménages sont composés d'une seule personne dont 16,7 % d'une personne de 65 ou plus.
| Tranches d'âge  | Pourcentages de la population |
| --------------- | ----------------------------- |
| moins de 18 ans | 24,7 %                        |
| de 18 à 24 ans  | 9,1 %                         |
| de 25 à 44 ans  | 24,9 %                        |
| de 45 à 64 ans  | 21,9 %                        |
| 65 ans ou plus  | 19,3 %                        |

L'âge moyen de la population est de 38 ans. Pour 100 femmes il y 84,7 hommes. Pour 100 femmes de 18 ou plus, il y a 80,4 hommes.
Le revenu moyen des ménages est de 28 145 $, et celui d'une famille de 36 660 $. Les hommes ont un revenu moyen de 31 569 $ contre 20 198 $ pour les femmes. Le revenu moyen par tête est de 16 268. Près de 13,0 % des familles et 17,1 % de la population vit en dessous du seuil de pauvreté, dont 20,5 % de ceux en dessous de 18 ans et 12,9 % de ceux de 65 et plus.